# Nowoselyzja (Schepetiwka)
Nowoselyzja (ukrainisch Новоселиця; russisch Новоселица Nowoseliza, polnisch Nowosielica, deutsch in etwa „Neue Ansiedlung“) ist ein Dorf im Nordosten der ukrainischen Oblast Chmelnyzkyj mit etwa 3100 Einwohnern (2020).

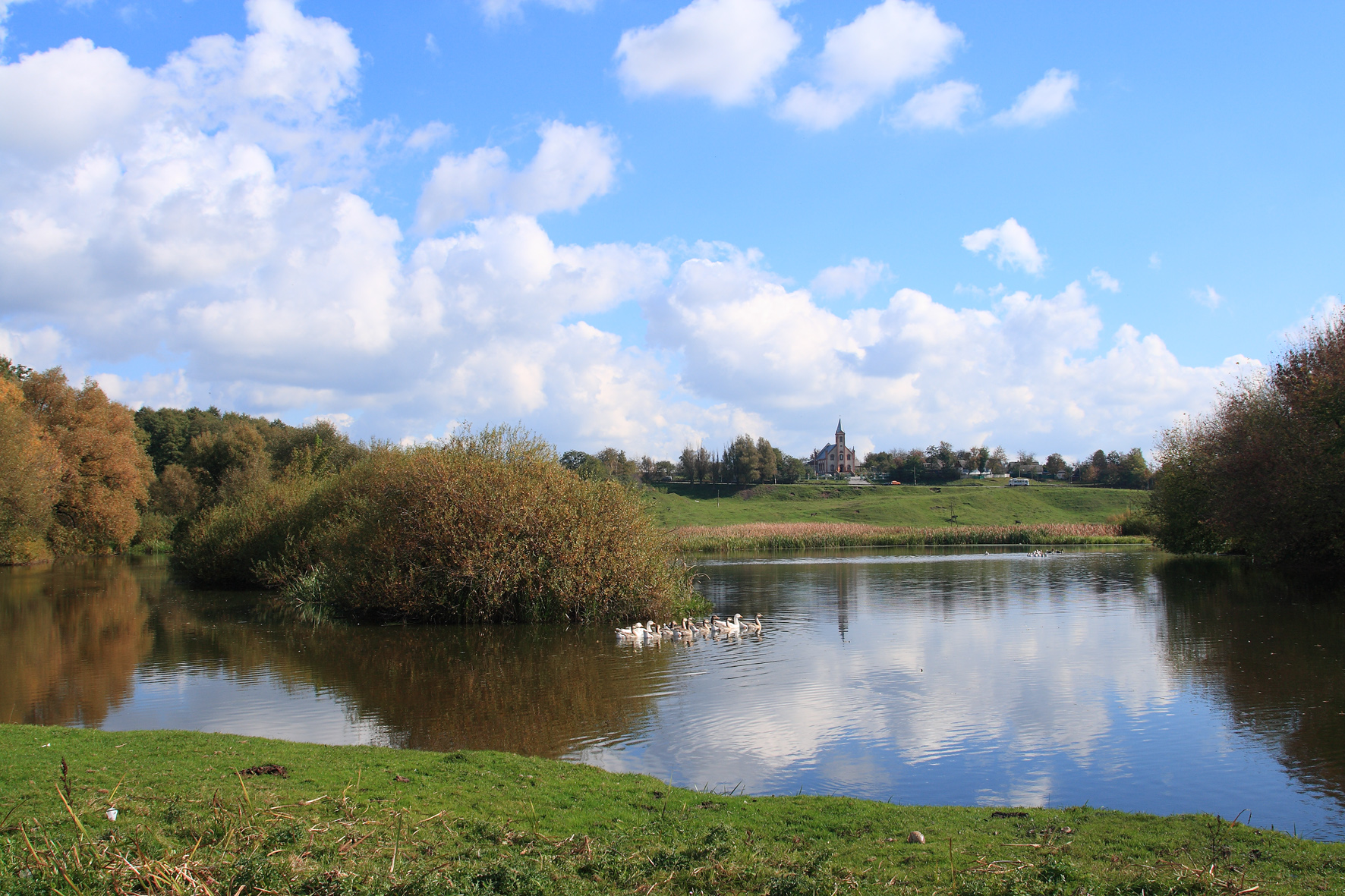
Der Fluss Chomora mit der Kirche „Unserer Lieben Frau von Fatymskoji“ in Nowoselyzja

Die 1648 erstmals schriftlich erwähnte Ortschaft liegt im Rajon Schepetiwka am Ufer der Chomora (Хомора), einem 114 km langen Nebenfluss des Slutsch.
Nowoselyzja gehört administrativ zur 533 km² großen Stadtgemeinde der 7 km nördlich liegenden Stadt Polonne, zu der man über die durch den Ort führende Territorialstraße T–06–12 gelangt. Die Oblasthauptstadt Chmelnyzkyj liegt 110 km südwestlich von Nowoselyzja.
Am 13. August 2015 wurde das Dorf ein Teil der neugegründeten Stadtgemeinde Polonne, bis dahin bildete es zusammen mit dem Dorf Dubowyj Haj (Дубовий Гай) die gleichnamige Landratsgemeinde Nowoselyzja (Новоселицька сільська рада/Nowoselyzka silska rada) im Zentrum des Rajons Polonne.
Am 17. Juli 2020 kam es im Zuge einer großen Rajonsreform zum Anschluss des Rajonsgebietes an den Rajon Schepetiwka.

## Söhne und Töchter der Ortschaft
- Tetjana Filonjuk (* 1984), Marathonläuferin